# Хайнрих I Птицелов
Хайнрих I Птицелов (на немски: Heinrich I der Finkler, Heinrich der Vogler; на латински: Henricius Auceps; * 876; † 2 юли 936, манастир до Мемлебен на Унструт) от династията Лиудолфинги, e от 912 г. херцог на Саксония и от май 919 до 936 г. крал на Източното франкско царство.

## Биография
Син е на херцог Отон I, Сиятелния и Хадвига от Бабенбергите, прапраправнучка на Карл Велики. Внук е на comes (граф) Лиудолф и Ода. Племенник е на Бруно.
През 920 г. Хайнрих I се подчинява на Швабия и Бавария. През 928 г. присъединява Лотарингия.
През 928/929 г. води няколко похода против западните славяни. Побеждава ободритите, велетите, хевелите, далеминците, бохемите и редарите, които трябва да му плащат данък.
През 933 г. успява да победи в Битка при Риаде непобедимите дотогава унгарци (маджарите). През 934 г. побеждава украните, които се задължават да му плащат трибути.

## Фамилия
Първи брак: през 906 г. с Хатебурга Мерзебургска. Те имат един син:
- Танкмар (* 900/906; † 28 юли 938, замък Ересбург)

Втори брак: през 909 г. с 13-годишната Матилда Вестфалска, потомка на саксонския-херцог Видукинд. Те имат децата:
- Ото I Велики (* 23 ноември 912, Мемлебен; † 7 май 973, Валхаузен), херцог на Саксония, от 936 г. – крал на Източнофранкското кралство, а от 962 г. – император на Свещената Римска империя
- Хайнрих (* 919/922, Нордхаузен; † 1 ноември 955, Херцберг), херцог на Бавария
- Бруно Велики (* май 925, Германия; † 11 октомври 965, Реймс, Франция), канцлер на римско-немската империя (940 – 953), архиепископ на Кьолн (953 – 965), херцог на Лотарингия (953 – 959)
- Хедвига Саксонска (* 910/922; † 959 или на 10 май 965) омъжена за Хуго Велики († 956), херцог на Франкония, граф на Оксер, херцог на Аквитания
- Герберга Саксонска (* 913; † 5 май вероятно 984 или 3 февруари 969), херцогиня на Лотарингия и кралица на Франция, съпруга на крал Луи IV (Каролинги)